# Lusitânia (Jaboticabal)
Lusitânia é um distrito do município brasileiro de Jaboticabal, que integra a Região Metropolitana de Ribeirão Preto, no interior do estado de São Paulo.

## História

### Origem
O povoado que deu origem ao distrito se desenvolveu ao redor da estação ferroviária Lusitânia, inaugurada pela Estrada de Ferro Jaboticabal em 15/03/1916 no bairro da Ponte Alta.
O nome da estação ferroviária foi escolhido e anunciado antes, em 1914, pelos proprietários da ferrovia que ainda estava em projeto.
Em 1951 a ferrovia foi comprada pela Companhia Paulista de Estradas de Ferro, mas em 16/09/1966 acabou sendo suprimida.

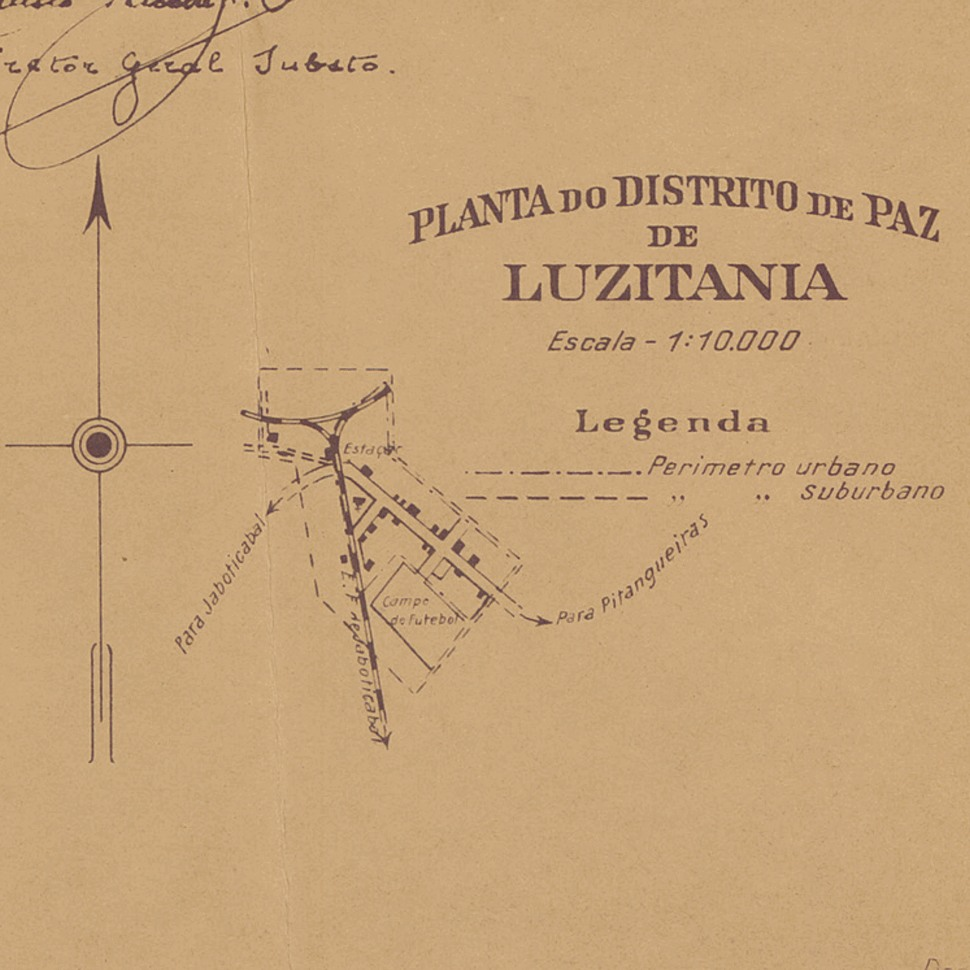
Planta da área urbana original.

### Formação administrativa
- Distrito policial de Lusitânia criado em 24/07/1916 no município de Jaboticabal[5].
- Distrito criado pelo Decreto nº 6.609 de 16/08/1934[6].

## Geografia

### Área urbana
A sede do distrito é a vila de Lusitânia, com um total de 96 domicílios (IBGE 2022).

### Demografia

#### População urbana
| Crescimento população urbana | Crescimento população urbana | Crescimento população urbana | Crescimento população urbana |
| Censo                        | Pop.                         |                              | %±                           |
| ---------------------------- | ---------------------------- | ---------------------------- | ---------------------------- |
| 1934                         | 117                          |                              |                              |
| 1940                         | 182                          |                              | 55,6%                        |
| 1950                         | 123                          |                              | −32,4%                       |
| 1960                         | 131                          |                              | 6,5%                         |
| 1970                         | 164                          |                              | 25,2%                        |
| 1980                         | 212                          |                              | 29,3%                        |
| 1991                         | 179                          |                              | −15,6%                       |
| 2000                         | 217                          |                              | 21,2%                        |
| 2010                         | 270                          |                              | 24,4%                        |
| 2022                         | 220                          |                              | −18,5%                       |
| Fonte: IBGE e Fundação SEADE |                              |                              |                              |

#### População total
Pelo Censo 2022 (IBGE) a população total do distrito era de 430 habitantes. Anteriormente, pelo Censo 2010 (IBGE), a população total do distrito era de 530 habitantes.

### Área territorial
A área territorial do distrito é de 153,536 km² (IBGE 2022).

### Rodovias
O principal acesso ao distrito é a estrada vicinal que liga as cidades de Jaboticabal e Pitangueiras.

## Serviços públicos

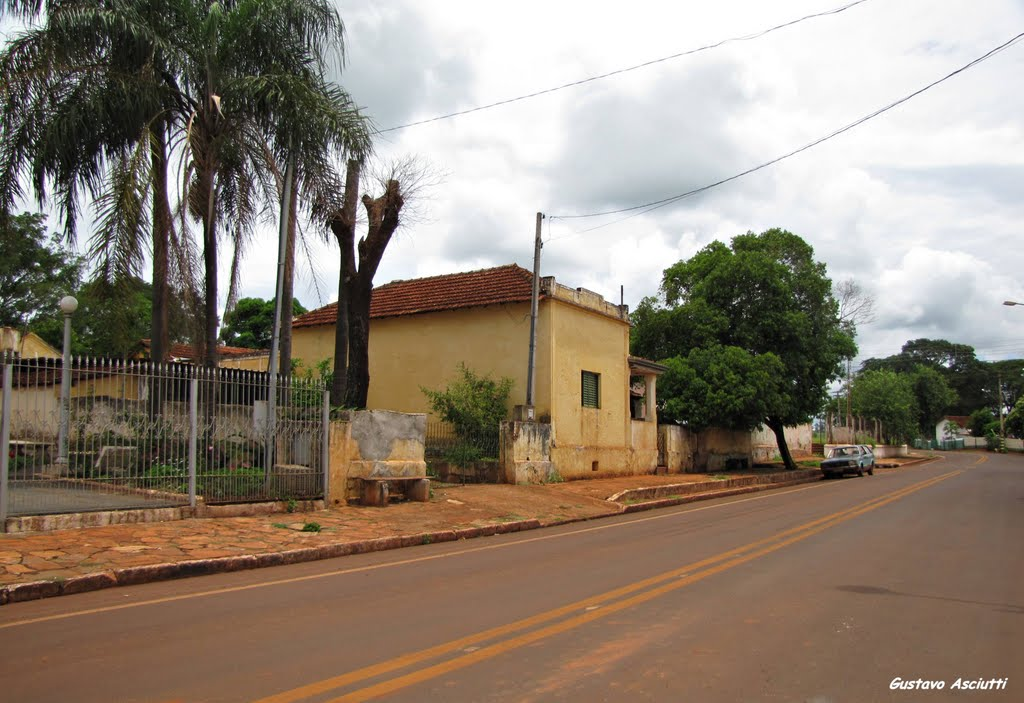
Aspecto local

### Registro civil
Atualmente é feito no próprio distrito, pois o Cartório de Registro Civil das Pessoas Naturais ainda continua ativo.

### Saneamento
O serviço de abastecimento de água é feito pelo Serviço Autônomo Água e Esgoto de Jaboticabal (SAAEJ). 

### Energia
A responsável pelo abastecimento de energia elétrica é a CPFL Paulista, distribuidora do grupo CPFL Energia.

## Religião

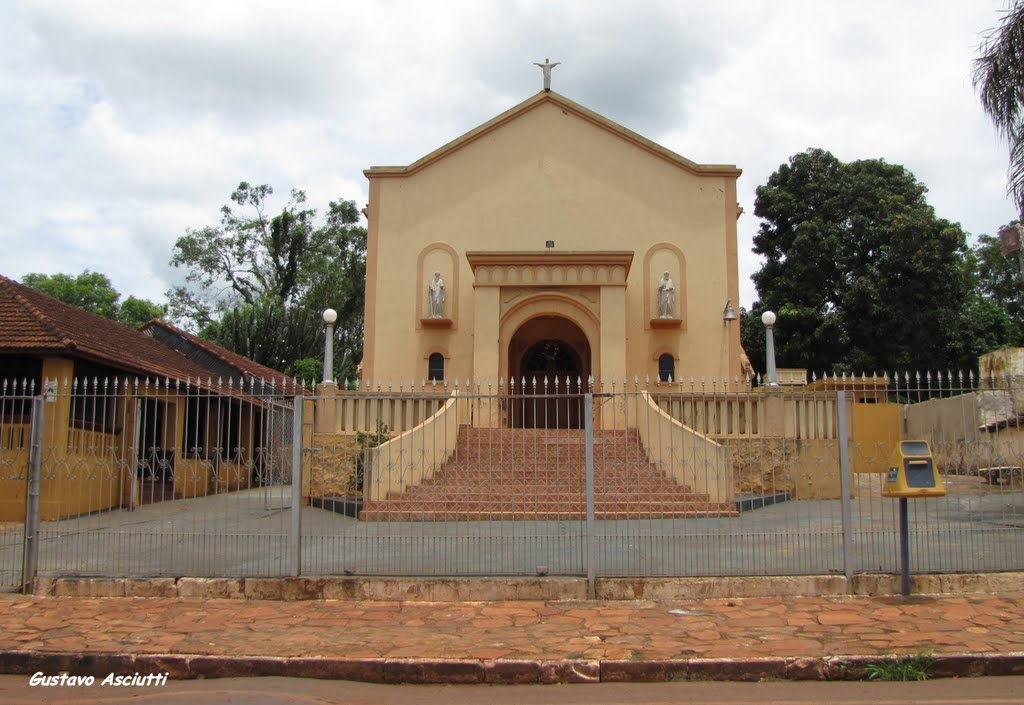
Capela de Santo Agostinho.

O Cristianismo se faz presente no distrito da seguinte forma:

### Igreja Católica
- Capela de Santo Agostinho - faz parte da Diocese de Jaboticabal[18].

### Igrejas Evangélicas
- Assembleia de Deus Ministério do Belém[19].
- Congregação Cristã no Brasil[20].